# هيرويت

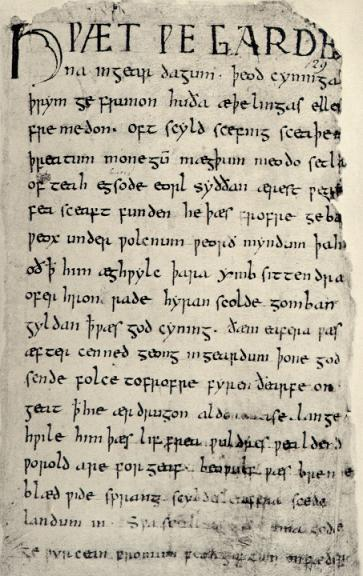
الصفحة الأولى من مخطوطة بيوولف.

هيرويت أو هيروت (بالإنجليزية القديمة: hart, stag)‏ هي قاعة ميدانية ونقطة تركيز رئيسية في القصيدة الأنجلو سكسونية «بيوولف». تقع القاعة في الدنمارك وتعمل كمقعد للحكم للملك الدنماركي الأسطوري هروثغار. يدافع بطل الجيتس بيوولف عن القاعة الملكية بعد أن ذبح الوحش جريندل سكان القاعة قبل هزيمته لاحقاً، تهاجم بعد والدة جريندل سكان القاعة انتقاماً لابنها، وقد هُزمت أيضًا بعد ذلك من قبل بيوولف. تُعقد القاعة بشكل عام لتتوافق مع القاعة الكبرى في ليجر في الدنمارك الموجودة في النصوص الجرمانية الشمالية. يتم ذكر موقع يحمل نفس الاسم في قصيدة قديمة باللغة الإنجليزية تُدعى Widsith.

## الوصف
يشيد المؤلف المجهول لـ بيوولف بأن هيرويت كبيرة بما فيه الكفاية للسماح لـ هروثغار بتقديم بيوولف مع ثمانية خيول، كل منها بغطاء للرأس من الذهب. تعمل القاعة كمقر للحكومة وسكن لمحاربين وفرسان الملك (الثين). ترمز هيرويت إلى الحضارة والثقافة الإنسانية، وكذلك إلى قوة الملوك الدنماركيين - بشكل أساسي، وكل الأشياء الجيدة في عالم بيوولف. يتناقض سطوعها ودفئها وفرحها مع ظلام مياه المستنقعات التي يسكنها جريندل.

## الموقع

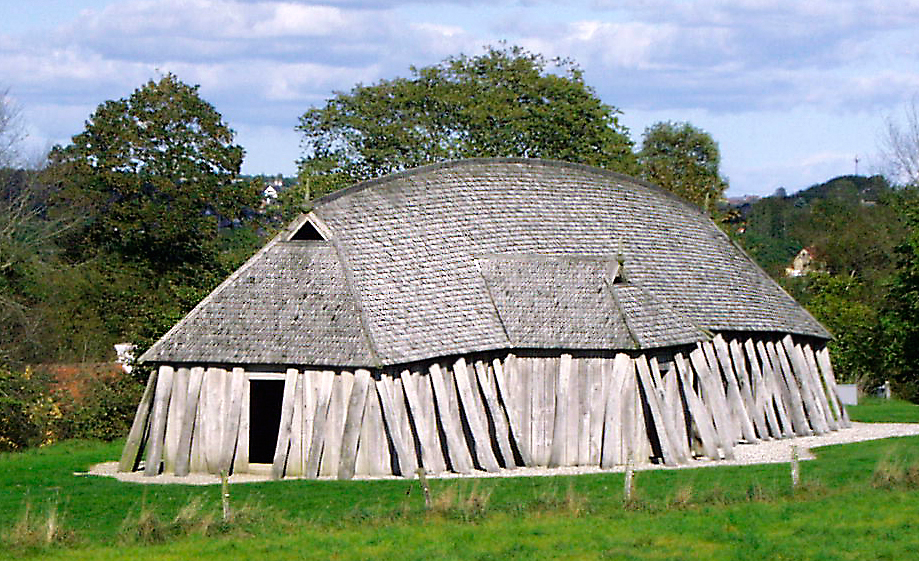
منزل طويل يعود إلى عصر الفايكنج في فيوركات.

ترى الدراسات الحديثة قرية ليجر، بالقرب من روسكيلدا، كموقع هيرويت. في المصادر الاسكندنافية، تتوافق هيرويت مع Hleiðargarðr وهي قاعة الملك Hroðulf (Hrólfr Kraki) المذكورة في ملحمة Hrólf Kraki، وتقع في ليجر. اقترح المؤرخان ساكسو غراماتيكوس وسفين آغيسن في العصور الوسطى أن ليجر بالفعل كانت المقر الرئيسي لعشيرة Hroðgar's Skjöldung (تسمى "Scylding" في القصيدة). تم الكشف عن بقايا مجمع قاعة فايكنغ جنوب غرب ليجر في 1986-1988 من قبل توم كريستنسن في متحف روسكيلدا. تم تأريخ الخشب من الأساس بالكربون المشع إلى حوالي 880. وتبين لاحقاً أن هذه القاعة بنيت على قاعة قديمة يرجع تاريخها إلى 680. في 2004-2005، حفر كريستنسن قاعة ثالثة تقع شمال القاعتين. تم بناء هذه القاعة في منتصف القرن السادس، وكانت جميع القاعات الثلاث بطول حوالي 50 مترًا.
كما أن فريد روبنسون مقتنع أيضًا بهذا التطابق: «حكم هروثغار (ولاحقًا Hrothulf) من مستوطنة ملكية يمكن تحديد موقعها الحالي بثقة كقرية Leire الدنماركية الحديثة، الموقع الفعلي لهيرويت».

## الثقافة الشعبية الحديثة
قارن جون رونالد تولكين بين هيرويت وكاميلوت لمزيج هيرويت مع الروابط الأسطورية والتاريخية، استخدمه كأساس للقاعة الذهبية لروهان، ميدوسيلد.
كتب جيم بوتشر رواية Side Jobs وكانت "Heorot" هي قصة قصيرة في مجموعة الوظائف الجانبية لمجموعة ملفات درسدن القصيرة.